# 6107 Osterbrock
6107 Osterbrock (1948 AF) là một tiểu hành tinh vành đai chính bên trong được phát hiện ngày 14 tháng 1 năm 1948 bởi C. A. Wirtanen ở Lick Observatory.